# Cheiradenia cuspidata
Cheiradenia cuspidata är en orkidéart som beskrevs av John Lindley. Cheiradenia cuspidata ingår i släktet Cheiradenia och familjen orkidéer. Inga underarter finns listade i Catalogue of Life.